# Marin Šego
Marin Šego (Mostar, 2 de agosto de 1985) es un exjugador de balonmano croata que jugaba de portero. Su último equipo fue el Frisch Auf Göppingen. Fue un componente de la selección de balonmano de Croacia.

## Palmarés

### Selección nacional
| Campeonato Europeo | Campeonato Europeo        | Campeonato Europeo | Campeonato Europeo |
| Año                | Lugar                     | Medalla            |                    |
| ------------------ | ------------------------- | ------------------ | ------------------ |
| 2020               | Austria, Noruega y Suecia | Medalla de plata   |                    |

### HRK Izviđač
- Liga de balonmano de Bosnia y Herzegovina (1): 2004

### RK Zagreb
- Liga de Croacia de balonmano (4): 2009, 2010, 2011, 2012
- Copa de Croacia de balonmano (4): 2009, 2010, 2011, 2012

### Kielce
- Liga polaca de balonmano (2): 2015, 2016
- Copa de Polonia de balonmano (2): 2015, 2016
- Liga de Campeones de la EHF (1): 2016

### Pick Szeged
- Liga húngara de balonmano (1): 2018
- Copa de Hungría de balonmano (1): 2019

## Clubes
- HRK Izviđač (2002-2004)
- Zrinjski Mostar (2004-2005)
- HRK Izviđač (2005-2006)
- RK Perutnina (2006-2008)
- RK Zagreb (2008-2012)
- Orlen Wisła Płock (2012-2014)
- Vive Kielce (2014-2016)
- SC Pick Szeged (2016-2019)
- Montpellier HB (2019-2022)
- Frisch Auf Göppingen (2022-2024)